# Los cuentos de tío Vázquez
Los cuentos de tío Vázquez es una serie de historietas creada en 1968 por Vázquez para la revista Din Dan de Editorial Bruguera. Es una de las cuatro obras más conocidas de su autor, junto a las anteriores Las hermanas Gilda (1949), La familia Cebolleta (1951), y Anacleto, agente secreto (1965)

## Trayectoria editorial
Aparte de en Din Dan, la serie apareció en otras revistas de la casa, como Super Carpanta (1977), Super Sacarino (1977), Bruguelandia (1981) y Mortadelo (1981).
Algunas de las historietas fueron recopiladas en el número 25 de la colección Olé en 1971. En 2010, y aprovechando el tirón de la película El gran Vázquez, Ediciones B volvió a reeditarlo en la colección Magos del Humor. También se reeditaron historietas en otras muchas revistas Bruguera, como Sacarino (1975), Super Rompetechos, Gran Pulgarcito, DDT, Mortadelo Gigante, Mortadelo Extra y Selecciones Olé!.

## Características
Manuel Vázquez ya se había caricaturizado a sí mismo en la historieta El Gran Vázquez, perteneciente a la serie La Historia esa, vista por Hollywood y aparecida en el número 5 de Can Can. Con esta nueva serie fue un paso más allá, presentándose como un moroso impenitente, que intenta escapar de sus acreedores, en especial sastres, gracias a su palabrería. O su capacidad para adivinar sus emboscadas.

## Adaptaciones a otros medios
En la película El gran Vázquez el personaje de Vázquez aparece en varias escenas. El trabajo fue realizado por Phillip Vallentin para la empresa Espresso Animation y su voz fue puesta por Santiago Segura.